# Manasés (hijo de José)

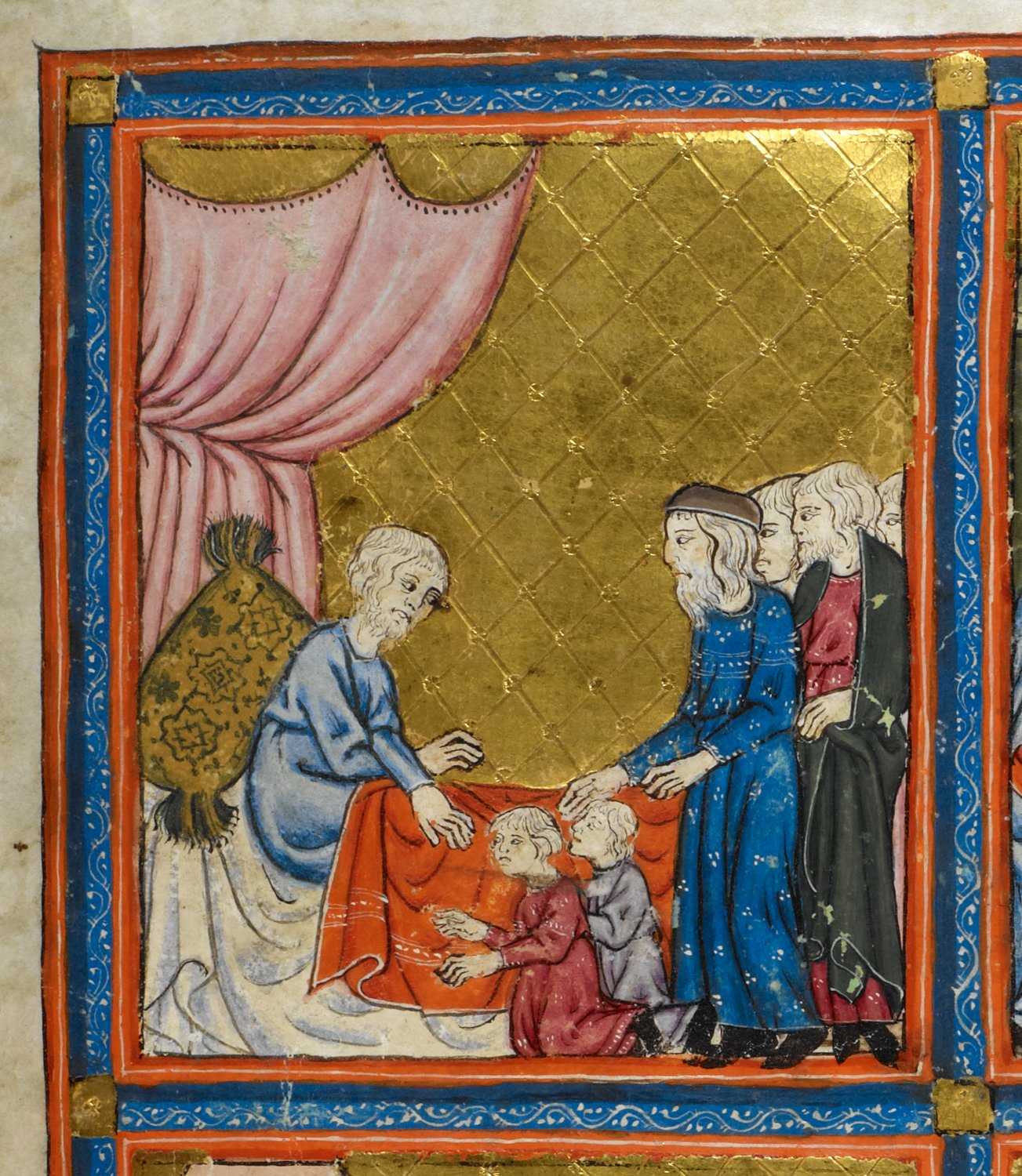
Jacob bendice a Efraín y Manasés. Arte sefardí. Hagadá de Oro, manuscrito hebreo-catalán miniado,.

Manasés fue, según la Biblia, el primero de los dos hijos de José y de su esposa Asenat. 

## Biografía
De los hijos de Jacob, que dieron nombre a las doce tribus de Israel, a Leví no se le asignó territorio, sino que se dedicó al culto del Templo, y por tanto fue la única tribu no territorial de Israel. Mas el territorio correspondiente a José, fue repartido entre sus dos hijos, Manasés y Efraín, que pasaron entonces a formar dos grupos diferentes entre las doce tribus israelitas.